# Лисогірка (зупинний пункт)
Лисогі́рка — пасажирський залізничний зупинний пункт Одеської дирекції Одеської залізниці на лінії Рудниця — Слобідка.
Розташований у селі Лисогірка Кодимського району Одеської області між станціями Абамеликове (13 км) та Кодима (3 км).
На платформі зупиняються приміські поїзди Одеса-Головна — Вапнярка, крім однієї прискореної пари.